# Refugi Vicenç Barbé
El Refugi Vicenç Barbé o Refugi d'Agulles es troba al Parc Natural de Montserrat (Catalunya), el qual sembla estar fent equilibris sobre la muntanya entre un laberint de monòlits.

## Descripció
És conegut amb el nom d'un destacat escalador barceloní (en Vicenç Barbé Lladós, mort mentre escalava l'agulla de la Caputxa, a la zona dels Frares Encantats de Montserrat) i fou inaugurat el 15 de gener de l'any 1961 per la FEEC amb la col·laboració de la Diputació. És un refugi guardat, petit, de color blanc, obert els caps de setmana, amb capacitat per a 20 persones (amb lliteres, matalassos, mantes i coixins) i emprat per excursionistes i escaladors com a camp base per visitar les regions d'Agulles i Frares. Disposa de totes les comoditats: aigua, electricitat, estufa de llenya, farmaciola, vàter (limitat en funció de l'aigua de pluja), sandàlies per caminar dins el refugi i servei de bar (esmorzars, sopars i pícnic) tot el dia. Entre setmana el refugi roman tancat i cal trucar al guarda si voleu que us obrin. A més, si voleu sopar o esmorzar, heu de fer la reserva, ja que l'aprovisionament del refugi es realitza a peu. L'àrea on es troba, en ésser la més allunyada de l'entorn del monestir, ha restat més salvatge i això ha atret muntanyencs i escaladors de tota mena.

## Accés
És ubicat al terme municipal del Bruc (l'Anoia), a la part oest de la muntanya de Montserrat, a 890 m d'altitud i envoltat de les mítiques Agulles, les quals donen nom a la zona: cal sortir des del Bruc a peu o amb el cotxe. Baixem pel carrer de les escoles, que travessa el torrent de l'Illa, i agafem la pujada asfaltada fins a la urbanització. Girem a l'esquerra i seguim recte per la plana Llarga, ignorant els desviaments per pista que anirem trobant a dreta i esquerra. Deixem les cases enrere, travessant pinedes i camps d'oliveres. Passarem un parell de masies, que deixarem a mà esquerra. Després de la segona, la pista baixa a una fondalada, puja a un camp d'oliveres i segueix avançant en direcció NO. Deixem les pistes que surten a dreta i esquerra, i seguim recte fins a una bifurcació amb una esplanada i una pineda característiques. Si hem pujat amb el cotxe, l'hem d'aparcar ací. Prenem la pista de la dreta, que es va estrenyent a mesura que s'endinsa al torrent de la Diablera. Passat un esgraó de roca, arribem a un trencall on prenem el camí de la dreta (fita). Sortim del bosc i anem guanyant altitud entre arbustos fins a arribar a un replà amb una cruïlla senyalitzada. Pugem per la sendera de la dreta en direcció al refugi i, després de travessar el coll de l'Era dels Pallers, tornem a entrar al bosc. Anem seguint el camí del Refugi fins a arribar a una clariana i baixem les escales per entrar a l'ombrívol torrent dels Cirerers. Arribats al trencall, girem a la dreta pel sender PR-C 78. Després d'una pujada pedregosa, ignorant els senders que surten a l'esquerra vers el cim de la carena, arribem al refugi.